# Proechimys
Proechimys es un género de roedores histricomorfos de la familia Echimyidae, conocidos vulgarmente como casiraguas, mocangués, angujas, ratas espinosas o ratones de monte. Son los roedores dominantes en varios bosques tropicales americanos. Su dorso está cubierto de gruesas cerdas aplanadas y flexibles que le dan una apariencia espinosa.

## Historia natural
Es nocturno y solitario. Se alimentan de frutos, semillas, hongos e insectos. Sus refugios están en las raíces arbóreas y troncos caídos del sotobosque. Se caracterizan por el "cambio de cola": con facilidad liberan la piel de la cola cuando se sostienen por este apéndice y días después la región caudal de la columna vertebral se desprende del cuerpo.
Su tasa reproductiva es alta. La estación lluviosa coincide con el celo; tras 64 días de gestación las hembras paren 2 a 6 crías por camada, que pesan 23 gramos cada una al nacer y a los 146 días son adultas. Llegan a pesar hasta 500 g. Pueden vivir hasta 5 años y medio.

### Especies
- Proechimys albispinus
- Proechimys amphichoricus
- Proechimys bolivianus
- Proechimys brevicauda
- Proechimys canicollis
- Proechimys cayennensis (P. guyannensis)
- Proechimys chrysaeolus
- Proechimys cuvieri
- Proechimys decumanus
- Proechimys dimidiatus
- Proechimys goeldii
- Proechimys gorgonae
- Proechimys guairae
- Proechimys gularis
- Proechimys hendeei
- Proechimys hoplomyoides
- Proechimys iheringi
- Proechimys longicaudatus
- Proechimys magdalenae
- Proechimys mincae
- Proechimys myosuros
- Proechimys oconnelli
- Proechimys oris
- Proechimys poliopus
- Proechimys quadruplicatus
- Proechimys semispinosus
- Proechimys setosus
- Proechimys simonsi
- Proechimys steerei
- Proechimys trinitatis
- Proechimys urichi
- Proechimys warreni